# 9-й танковый корпус (СССР)
9-й танковый корпус — воинское соединение Вооруженных Сил СССР в Великой Отечественной войне

## Боевой путь
В действующей армии с 15 мая 1942 по 10 марта 1943 года, с 26 марта 1943 по 30 ноября 1943 года, с 10 июня 1944 по 4 сентября 1944 года и с 30 октября 1944 по 9 мая 1945 года.
Принимал участие в наступательной операции левого крыла Западного фронта лета 1942 года.
На 6 июля 1942 года дислоцировался в районе Воймирово, Баранково, Кочуково, Сухой Сот (восточнее города Киров) по приказу командующего армией имел задачу к исходу 6 июля 1942 года войти в прорыв на участке Чёрный Поток, Полики для развития успеха в направлении Ослинка, Жиздра, Орля. Был введён в бой лишь к вечеру 7 июля 1942 года. Вследствие плохой разведки местности и направления движения первые эшелоны корпуса завязли в болоте. Вся ночь с 7 на 8 июля 1942 года ушла на вытаскивание машин. Затем корпус понёс большие потери, так, одна из бригад потеряла 50 % танков, и в общем, ввод в действие корпуса не повлиял на обстановку. С 14 июля 1942 года перешёл к обороне.
В августе 1942 года участвовал в нанесении контрудара по войскам противника в районе Сухиничей и Козельска (Операция «Вирбельвинд»).
Был погружен на станциях Воймирово и Пробуждение с 11 по 14 марта 1943 года. В начале апреля 1943 года из Сухиничей корпус прибыл в Курск.
В сражении на Курской дуге, находясь в резерве фронта 5 июля 1943 года сосредоточился в районе Арсеньевский, Трубицын, Сергеевское. К исходу 7 июля 1943 года был направлен на передовую. Со второй половины дня 8 июля 1943 года участвует в боях.
С 15 июля 1943 года ведёт бои в районе Бузулука, недалеко от Малоархангельска и в этот же день ворвался в Малоархангельск. Этот успех был завоёван дорогой ценой: за 15—16 июля корпус потерял 65 танков Т-34 и 6 танков Т-60, 557 человек личного состава убитыми, ранеными и пропавшими без вести. 1 августа 1943 года корпус вёл наступательные бои в 14 километрах южнее Кромы в районе населённых пунктов Гостомль и Шоссе. 2 августа 1943 года вышел на рубеж Парный, в 9 километрах южнее Кромы. К исходу 3 августа 1943 года вёл бои на рубеже Колки — Шарикино. 4 августа 1943 года корпус форсировал реку Крома и вёл бой за расширение плацдарма в районе Глинки — Лешня в 11 километрах юго-западнее Кромы.
В ходе Черниговско-Припятской операции введён в бой 27 августа 1943 года южнее Севска, и внезапным ударом принял участие в освобождении Глухова 30 августа 1943 года, затем продолжил наступление в юго-западном направлении, к 7 сентября 1943 года вышел к Десне.
С 24 июня 1944 года принимает участие в Белорусской стратегической наступательной операции, наступая на бобруйском направлении из района Рогачев, Жлобин. С 26 июня 1944 года корпус вырвался вперёд и вышел к Бобруйску с востока, вышел на восточный берег Березины в районе Титовки, а к утру 27 июня 1944 года он перехватил все дороги и переправы северо-восточнее города. На 1 июля 1944 года находился на марше из района Осиповичи (8-я мотострелковая бригада в районе населённого пункта Шишчины, 95-я танковая бригада в районе населённого пункта Левки, 23-я танковая бригада — на переправе у населённого пункта Житни). 4 июля 1944 года корпус включён в конно-механизированную группу генерала И. А. Плиева и начал наступление на Барановичи, который был взят 8 июля 1944 года. Затем был направлен на Минск, но был перенаправлен в юго-западном направлении, участвовал силами 23-й танковой бригады в освобождении Березино участвовал в освобождении Слонима, Новогрудка и в ходе Люблин-Брестской операции Бреста.
С 14 января 1945 года принял участие в наступлении с Пулавского плацдарма, на западном берегу Вислы, южнее Варшавы. 23 января 1945 года участвовал во взятии Быдгоща.
Во время Восточно-Померанской операции корпус был придан 3-й ударной армии и с 1 марта 1945 года побригадно использовался для поддержки пехотных соединений.
В ходе Берлинской стратегической операции корпус опять же был придан 3-й ударной армии в качестве подвижной группы и 16 апреля 1945 года введён в бой в 10:00, наступая на Зееловские высоты, однако существенного влияния на наступление не оказал. 18 апреля 1945 года, поддерживая 79-й стрелковый корпус, переправившись через Фриландерштром, 23-я и 95-я танковая бригада совместно с 150-й стрелковой дивизией захватили Кунерсдорф, а в конце апреля 1945 года штурмовали здание рейхстага.
В июле 1945 года 9-й танковый корпус преобразован в 9-ю танковую дивизию в составе 1 гв. ТА (Риза, ГСВГ). В 1958 году 9-я танковая дивизия переименована в 13-ю тяжёлую танковую дивизию, с 1965 года вновь получила наименование 9-я танковая дивизия. В 1991 году выведены в Смоленск.

## Полное название
9-й танковый Бобруйско-Берлинский Краснознамённый ордена Суворова корпус

## Состав и подчинение
Постоянно:
- Управление корпуса
- разведывательный батальон
- 9-я отдельная автотранспортная рота подвоза ГСМ
- 79-я полевая танкоремонтная база
- 102-я полевая авторемонтная база

### 1942 год
| 1 июня Подчинение: Западный фронт, фронтовое подчинение (в июле 1942 года в составе 16-й армии, в августе 1942 года в составе 3-й танковой армии) - 23-я танковая бригада - 95-я танковая бригада - 187-я танковая бригада - 10-я мотострелковая бригада 1 сентября Подчинение: Западный фронт, 16-я армия | 1 октября Подчинение: Западный фронт, фронтовое подчинение - 23-я танковая бригада - 95-я танковая бригада - 187-я танковая бригада 1 декабря Подчинение: Западный фронт, фронтовое подчинение - 23-я танковая бригада - 95-я танковая бригада - 187-я танковая бригада - 8-я мотострелковая бригада - 7-я мотострелковая бригада |

### 1943 год
| 1 марта Подчинение: Западный фронт, 16-я армия - 23-я танковая бригада - 95-я танковая бригада - 108-я танковая бригада - 1435 самоходно-артиллерийский полк (с 3 марта по 15 марта) - 8-я мотострелковая бригада 1 апреля Подчинение: Западный фронт, фронтовое подчинение 1 июня Подчинение: Центральный фронт, фронтовое подчинение 1 июля Подчинение: Центральный фронт, фронтовое подчинение - 23-я танковая бригада - 95-я танковая бригада - 108-я танковая бригада - 8-я мотострелковая бригада - 730-й отдельный истребительно-противотанковый дивизион 1 августа Подчинение: Центральный фронт, фронтовое подчинение - 23-я танковая бригада - 95-я танковая бригада - 108-я танковая бригада - 8-я мотострелковая бригада - 730-й отдельный истребительно-противотанковый дивизион - 1454-й самоходно-артиллерийский полк - 1455-й самоходно-артиллерийский полк 1 сентября Подчинение: Центральный фронт, фронтовое подчинение - 23-я танковая бригада - 95-я танковая бригада - 108-я танковая бригада - 8-я мотострелковая бригада - 730-й отдельный истребительно-противотанковый дивизион - 1454-й самоходно-артиллерийский полк - 1455-й самоходно-артиллерийский полк - 1540-й самоходно-артиллерийский полк | 1 октября Подчинение: Центральный фронт, фронтовое подчинение - 23-я танковая бригада - 95-я танковая бригада - 108-я танковая бригада - 8-я мотострелковая бригада - 730-й отдельный истребительно-противотанковый дивизион - 1455-й самоходно-артиллерийский полк 1 ноября Подчинение: Белорусский фронт, 65-я армия - 23-я танковая бригада - 95-я танковая бригада - 108-я танковая бригада - 8-я мотострелковая бригада - 730-й отдельный истребительно-противотанковый дивизион - 1455-й самоходно-артиллерийский полк - 1508-й истребительно-противотанковый артиллерийский полк 1 декабря Подчинение: Резерв Ставки ВГК - 23-я танковая бригада - 95-я танковая бригада - 108-я танковая бригада - 8-я мотострелковая бригада - 730-й отдельный истребительно-противотанковый дивизион - 1455-й самоходно-артиллерийский полк - 1508-й истребительно-противотанковый артиллерийский полк - 90-й мотоциклетный батальон |

### 1944 год
| 1 января Подчинение: Резерв Ставки ВГК - 23-я танковая бригада - 95-я танковая бригада - 108-я танковая бригада - 8-я мотострелковая бригада - 730-й отдельный истребительно-противотанковый дивизион - 1455-й самоходно-артиллерийский полк - 1508-й истребительно-противотанковый артиллерийский полк - 90-й мотоциклетный батальон - 286-й отдельный гвардейский миномётный дивизион - 1935-я полевая касса Госбанка 1 февраля Подчинение: Резерв Ставки ВГК - 23-я танковая бригада - 95-я танковая бригада - 108-я танковая бригада - 8-я мотострелковая бригада - 730-й отдельный истребительно-противотанковый дивизион - 1455-й самоходно-артиллерийский полк - 1508-й самоходно-артиллерийский полк - 90-й мотоциклетный батальон - 286-й гвардейский миномётный дивизион - 218-й миномётный полк 1 марта Подчинение: Резерв Ставки ВГК - 23-я танковая бригада - 95-я танковая бригада - 108-я танковая бригада - 8-я мотострелковая бригада - 730-й отдельный истребительно-противотанковый дивизион - 1455-й самоходно-артиллерийский полк - 1508-й самоходно-артиллерийский полк - 90-й мотоциклетный батальон - 286-й отдельный гвардейский миномётный дивизион - 218-й миномётный полк - 216-й зенитный артиллерийский полк 1 июня Подчинение: 1-й Белорусский фронт, фронтовое подчинение | 1 октября Подчинение: Резерв Ставки ВГК, 2-я танковая армия - 23-я танковая Глуховско-Речицкая ордена Ленина Краснознамённая ордена Суворова бригада - 95-я танковая Бобруйская ордена Ленина Краснознамённая ордена Суворова бригада - 108-я танковая Бобруйская ордена Ленина Краснознамённая орденов Суворова бригада - 8-я мотострелковая Бобруйская Краснознамённая орденов Суворова и Кутузова бригада - 36-й отдельный гвардейский тяжёлый танковый Лодзинский ордена Кутузова полк прорыва - 868-й лёгкий артиллерийский Киевский Краснознамённый ордена Суворова и Александра Невского полк - 1455-й самоходно-артиллерийский Барановичский Краснознамённый ордена Александра Невского полк - 1508-й самоходно-артиллерийский Барановичский Краснознамённый ордена Александра Невского полк - 218-й миномётный Днепровско-Речицкий Краснознамённый ордена Александра Невского полк - 216-й зенитный артиллерийский Лодзинский ордена Кутузова полк Корпусные части: - 90-й отдельный мотоциклетный Лодзинский ордена Красной Звезды батальон - 286-й отдельный гвардейский миномётный Лодзинский ордена Александра Невского дивизион - 109-й отдельный сапёрный Лодзинский ордена Александра Невского батальон - 696-й отдельный Лодзинский ордена Красной Звездыбатальон связи - 76-я отдельная рота химической защиты - 9-я отдельная автотранспортная рота подвоза ГСМ - 79-я полевая танкоремонтная база - 102-я полевая авторемонтная база - 31-й полевой автохлебозавод - 1935-я полевая касса Госбанка - 925-я военно-почтовая станция 1 ноября Подчинение: 1-й Белорусский фронт, 2-я танковая армия 1 декабря Подчинение: 1-й Белорусский фронт, 2-я гвардейская танковая армия |

### 1945 год
1 января
Подчинение:
1-й Белорусский фронт, фронтовое подчинение — до конца войны (в январе 1945 года придавался 33-й армии, в марте и апреле — 3-й ударной армии

## Укомплектованность
- на август 1942 года — 166 танков, в том числе: 22 КВ, 36 Т-34, 65 Т-60, 43 МК-3.

## Командиры
- генерал-майор танковых войск Куркин, Алексей Васильевич (с 12.05.1942 по 18.10.1942)
- генерал-майор танковых войск Шамшин, Александр Александрович (с 19.10.1942 по 10.03.1943)
- генерал-майор танковых войск, с 07.06.1943 генерал-лейтенант танковых войск Богданов, Семён Ильич (с 11.03.1943 по 24.08.1943)
- генерал-майор танковых войск Рудченко, Григорий Сергеевич (с 25.08.1943 по 01.09.1943) (погиб)
- генерал-майор танковых войск Бахаров, Борис Сергеевич (со 02.09.1943 по 16.07.1944) (погиб)
- генерал-майор танковых войск Воейков, Николай Иванович (с 17.07.1944 по 07.12.1944)
- генерал-лейтенант танковых войск Кириченко, Иван Фёдорович (с 08.12.1944 по 09.05.1945)

## Награды корпуса
| Награда, наименование              | Дата награждения                                                             | За что получена |
| ---------------------------------- | ---------------------------------------------------------------------------- | --- |
| Почётное наименование «Бобруйский» | Присвоено приказом Верховного Главнокомандующего № 0181 от 6 июля 1944 года  | В ознаменование одержанной победы и отличие в боях по освобождению города Бобруйск. |
| орден Красного Знамени             | Награждён Указом Президиума Верховного Совета СССР от 27 июля 1944 года      | За образцовое выполнение заданий командования в боях с немецкими захватчиками, за овладение городом Барановичи и проявленные при этом доблесть и мужество. |
| орден Суворова II степени          | Награждён Указом Президиума Верховного Совета СССР от 26 апреля 1945 года    | За образцовое выполнение заданий командования в боях с немецкими захватчиками при прорыве обороны немцев восточнее города Штаргард и овладении городами Бервальде, Темпельбург, Фалькенбург, Драмбург,Вангерин, Лабес, Фрайенвальде, Шифельбайн, Регенвальде, Керлин и проявленные при этом доблесть и мужество. |
| Почётное наименование «Берлинский» | присвоено приказом Верховного Главнокомандующего № 0111 от 11 июня 1945 года | в ознаменование одержанной победы и отличие в боях по взятию столицы Германии города Берлин. |

## Отличившиеся воины корпуса
- Александров, Геннадий Петрович (08.1918 — 09.03.1945), механик-водитель танка 108-й танковой бригады, старшина. Герой Советского Союза. Звание присвоено 24.03.1945 года за бой 29.01.1945 года в районе населённого пункта Одерек (оказавшись вместе с другими шестью танками отрезанным от своего подразделения, в течение 9 суток удерживал занятый рубеж, отражая многочисленные контратаки противника. Экипаж уничтожил 4 пушки, 4 миномёта с расчётами, до сотни солдат и офицеров противника, удержав плацдарм до подхода войск)
- Басыров, Георгий Васильевич. Механик-водитель танка Т-34 142-го танкового батальона, сержант. Полный кавалер ордена Славы. Награждён: 11.09.1944 орденом 3-й степени за бои 27.06.1944 в районе г.Бобруйск, 08.03.1945 орденом 2-й степени за бои 15.01.1945 близ г.Радом, 15.05.1946 орденом 1-й степени за бои марта 1945 года в районе г. Массов (ныне Машево, Польша).
- Болотов, Павел Васильевич, гвардии капитан, командир роты 108-й танковой бригады.
- Гавриков, Владимир Алексеевич, лейтенант, командир танка 257-го танкового батальона 108-й танковой бригады.
- Гаганов, Алексей Георгиевич, Командир танка 267-го танкового батальона, старший лейтенант. Герой Советского Союза. Звание присвоено 31.05.1945 года за бои в Берлине 17-30.04.1945 года (Подбил 2 танка, 5 самоходных орудий, 11 пулемётов, 13 автомашин, 3 тягача. Экипаж одним из первых форсировал реку Шпрее)
- Гребченко, Сергей Сергеевич, командир стрелкового взвода 3-го стрелкового батальона 8-й мотострелковой бригады, лейтенант.
- Давыдов, Андрей Яковлевич, механик-водитель танка Т-34 195-го танкового взвода 95-й танковой бригады, старший сержант.
- Жидков, Иван Андреевич (25.10.1914- 22.01.1945), командир моторизованного батальона автоматчиков 23-й танковой бригады, майор. Герой Советского Союза (посмертно). Звание присвоено 24.03.1945 года за бои 14-22.01.1945 года за города Радом, Опочно, Варта (Польша), (умело руководил действиями батальона в боях, захватил переправу через р. Варта, чем содействовал дальнейшему наступлению войск).
- Кириченко, Иван Фёдорович, генерал-лейтенант танковых войск, командир корпуса.
- Крамчанинов, Иван Петрович, старший лейтенант, командир стрелковой роты 8-й мотострелковой бригады.
- Кутенко Николай Васильевич 01.03.1923 — 18.01.1945. Герой Советского Союза (посмертно). Звание присвоено 27.02.1945. Командир танкового взвода 2-го танкового батальона, 47-я гвардейская танковая бригада. гвардии старший лейтенант.
- Лапшов, Николай Прокофьевич старший лейтенант, командир взвода танков 95-й танковой бригады. Звание присвоено 27 февраля 1945 года посмертно.
- Лезин, Вениамин Павлович, лейтенант, командир танка Т-70 142-го танкового батальона 95-й танковой бригады. Звание присвоено 15 января 1944 года.
- Лукинов, Николай Тарасович, лейтенант, командир роты танков Т-70 269-го танкового батальона 23-й танковой бригады. Звание присвоено 15 января 1944 года.
- Максимихин, Павел Маркович, майор, командир батальона 8-й мотострелковой бригады. Звание присвоено 24 марта 1945 года.
- Мищенко, Алексей Дмитриевич, майор, командир 90-го отдельного мотоциклетного батальона.
- Ольшевский, Александр Васильевич, младший лейтенант, командир самоходной артиллерийской установки 1455 самоходного артиллерийского полка. Звание присвоено 24 марта 1945 года.
- Паланский, Александр Степанович, командир танкового взвода 142-го танкового батальона 95-й танковой бригады лейтенант. Герой Советского Союза. Звание присвоено 15.01.1944 года за бои 15-20.10.1943 года по расширению плацдарма на Днепре, близ Лоева (разгромил вражеский гарнизон села Стародубовка численностью в 200 человек, захватил два исправных миномёта)
- Попов, Семён Ефремович, сержант, командир экипажа бронетранспортёра отдельной разведывательной роты 8 мотострелковой бригады.
- Радченко, Михаил Васильевич, лейтенант, командир танка 195-го танкового батальона 95-й танковой бригады. Звание присвоено 15.01.1944 года за бои по расширению плацдарма на Днепре, близ Лоева.
- Рудаков, Александр Павлович, младший лейтенант, командир танка Т-70 95-й танковой бригады.
- Сапунков, Борис Петрович, командир танка Т-34 3-го танкового батальона 95-й танковой бригады, лейтенант. Герой Советского Союза. Звание присвоено 27.02.1945 года за бои 16.01.1945 года в районе польских посёлков Шидловец, Опочно. (находясь в ночной разведке, вступил в бой с отступающей колонной гитлеровских войск, уничтожив до десяти танков и штурмовых орудий противника. Продвигаясь вперёд, экипаж танка с ходу преодолел реку Варта, после чего занял оборону и прикрыл форсирование Варты)
- Светачев, Георгий Георгиевич, командир взвода танков 95-й танковой бригады, лейтенант Герой Советского Союза. Звание присвоено 15.01.1944 года за бой 20.11.1943 года в районе города Лоев (заняли оборонительный рубеж и удержали его в течение суток до прихода своей пехоты)
- Ситников, Вениамин Иванович, старший радист — заряжающий танка 108-й танковой бригады, старшина. Герой Советского Союза. Звание присвоено 24.03.1945 года за тот же (см. Александров Г. П.) бой 29.01.1945 года
- Сугоняев, Александр Константинович, механик-водитель танка 108-й танковой бригады, старшина. Герой Советского Союза. Звание присвоено 24.03.1945 года за бои января 1945 года на Пулавском плацдарме.
- Фадеев, Василий Иванович, командир взвода автоматчиков 8-й мотострелковой бригады, лейтенант. Герой Советского Союза. Звание присвоено 24.03.1945 года.
- Шевцов, Иван Андреевич, командир роты 142-го танкового батальона, 95-й танковой бригады старший лейтенант. Герой Советского Союза. Звание присвоено 27.08.1943 года за бои на Курской дуге 15.07.1943 года (с ротой во взаимодействии с пехотой в числе первых ворвался на станцию Малоархангельск (Орловская область) и в течение 5 часов удерживал её, нанеся противнику значительный урон в живой силе и боевой технике)

## Память
В 1981 году в Москве, во дворе школьного здания (Ломоносовский проспект, дом 21) был установлен памятный знак в честь воинов 9-го Бобруйско-Берлинского танкового корпуса (скульптор А. В. Соловьёв, архитектор И. Г. Кадина).